# Komorovice
Komorovice är en ort i Tjeckien.   Den ligger i regionen Vysočina, i den centrala delen av landet, 90 km sydost om huvudstaden Prag. Komorovice ligger 571 meter över havet och antalet invånare är 168.
Terrängen runt Komorovice är lite kuperad. Runt Komorovice är det ganska glesbefolkat, med 36 invånare per kvadratkilometer. Närmaste större samhälle är Humpolec, 3,8 km norr om Komorovice. Omgivningarna runt Komorovice är en mosaik av jordbruksmark och naturlig växtlighet.